# Thomas Nørgaard
Thomas Darlie Nørgaard (* 13. April 1983) ist ein dänischer Fußballtrainer. Er trainiert seit Dezember 2022 den Erstligisten SønderjyskE Fodbold.

## Karriere
Nørgaard begann seine Trainerkarriere bei der U-17 des AB Gladsaxe. Dort rückte er 2013 zunächst zum Asisstenz- und ein Jahr später zum Cheftrainer auf. Nach dem Abstieg in die 2. Division 2015 wechselte er als Co-Trainer zu Lyngby BK. Dort übernahm er nach dem Weggang von David Nielsen 2017 den Cheftrainerposten. Nach dem Abstieg aus der Superliga wurde er im Juni 2018 entlassen.
Im Januar 2020 wurde Nørgaard Trainer des B.93 Kopenhagen, den er am Ende der Saison 2021/22 verließ, um Assistenztrainer von Brian Priske bei Sparta Prag zu werden. Im Dezember 2022 kehrte er nach Dänemark zurück, wo er das Training bei SønderjyskE Fodbold übernahm. Am Ende der Saison 2023/24 führte er den Klub zurück in die Superliga.